# Кандон (Сеул)
Кандон (кор. 강동구?, 江東區?, новая романизация: Gangdong-gu) — район в восточной части Сеула, столицы Республики Корея. Имеет статус самоуправления.

## Название
«Кандонку» буквально означает «район к востоку от реки»: «кан» (кор. 강) — «река», «дон» (кор. 동) — «восток», «ку» (или «гу»; кор. 구) — «район».

## Расположение на карте города
Кандон является самым восточным районом Сеула, выступая вглубь провинции Кёнгидо, в связи с чем с севера, востока и юга его окружает эта провинция. На юго-востоке от Кандона расположен город Ханам, на востоке — город Кури. На западе через реку Ханган Кандон граничит с районом Кванджин, на юго-западе — с районом Сонпха.

## История
1 января 1963 года территория нынешнего района Кандон была присоединена к столичному району Сондон. 1 октября 1975 года произошло разделение районов, перекинувшихся через реку Ханган, на южные и северные. Таким образом, территория Кандона в составе района Каннам был отделена от северных районов.
1 октября 1979 года район Кандон был выделен из состава района Каннам и получил статус самоуправления, однако окончательные границы были закреплены за ним через восемь лет, когда 1 января 1988 года из состава Кандона выделился район Сонпха, ставший его юго-западной границей.

## Общая характеристика
Площадь занимаемой районом Кандон территории составляет 24,58 км². Особенностью района Кандон является тот факт, что 48,09 % (11,82 км²) от всей площади района занимает жилая территория, а 49,39 % (12,14 км²) — зелёная зона. Под промышленную территорию отведено всего лишь 2,52 % (0,62 км²) от всей площади района. Таким образом, Кандон является спальным районом Сеула.
2 мая 1986 года, в преддверии Азиатских игр 1986 года и Олимпийских игр 1988 года, от аэропорта Кимпхо, находящегося в противоположном районе Сеула Кансо, до западной части района Кандон была достроена Олимпийская магистраль (кор. 올림픽대로, англ. Olympic Expressway).
По границе самого восточного квартала (тона) Санильдон (кор. 상일동), которая также является восточной границей района Кандон и Сеула, проходит скоростная автомагистраль Чунбу-косокторо (кор. 중부고속도로, букв. «Скоростная автомагистраль центральной части»), которая ведёт от Сеула, Кури и Ханама через центральную часть страны к городу Тхонъён провинции Кёнсан-Намдо, расположенному юго-восточнее города Чинджу и юго-западнее Пусана.

## Населённые пункты-побратимы
Внутри страны:
- уезд Хончхон, провинция Канвондо (с октября 1992)[4]
- уезд Вандо, провинция Чолла-Намдо (с мая 1994)[5]
- уезд Коксон, провинция Чолла-Намдо (с марта 1996)[6]
- уезд Чинан, провинция Чолла-Пукто (с февраля 1996)[7]
- г. Кёнсан, провинция Кёнсан-Пукто (с марта 1996)[8]
- уезд Йонъян, провинция Кёнсан-Пукто (с ноября 1996)[9]
- уезд Понхва, провинция Кёнсан-Пукто (с ноября 1996)[10]
- уезд Ымсон, провинция Чхунчхон-Пукто (с марта 1999)[11]
- уезд Кочхан, провинция Кёнсан-Намдо (с ноября 1999)[12]
- г. Ичхон, провинция Кёнгидо (с февраля 2001)[13]
- уезд Пуё, провинция Чхунчхон-Намдо (с сентября 2002)[14]
- уезд Чхонъян, провинция Чхунчхон-Намдо (с сентября 2002)[15]
- уезд Чинчхон, провинция Чхунчхон-Пукто (с 24 апреля 2009)[16]

За рубежом:
- район Фэнтай (кит. 丰台区, пиньинь: Fēngtái Qū), г. Пекин, Китай (с августа 1995)[17]
- г. Ханчжоу (кит. 杭州, пиньинь: Hángzhōu), провинция Чжэцзян, Китай (с мая 2000)[18]
- г. Циньхуандао (кит. 秦皇岛, пиньинь: Qínhuángdǎ), провинция Хэбэй, Китай (с ноября 2000)[19]
- район Сонгинохайрхан (монг. Сонгинохайрхан), г. Улан-Батор, Монголия (с октября 1999)[20]
- г. Мусасино (яп. 武蔵野市, Musashino-shi), Западный Токио, Япония (с августа 1995)[21]